# Lista de instituições de ensino superior de Portugal
Esta é uma lista das instituições de ensino superior de Portugal reconhecidas pelas autoridades portuguesas e habilitadas a outorgar graus académicos em Portugal, ordenadas por subsistema. Todas estas instituições fazem parte do Espaço Europeu de Ensino Superior (EEES) e do Espaço Europeu da Investigação (EEI). Por baixo disso há também a referência à lista das instituições civis que encerraram.
A Lei n.º 46/86, de 14 de outubro, estabelece a organização geral do sistema educativo. O sistema de educação superior de Portugal distingue entre instituições civis, militares e policiais. Os três tipos são baseados em leis diferentes. Por sua vez, existem dentro do sistema, dois subsistemas distintos — o subsistema universitário e o subsistema politécnico. As instituições do subsistema universitário são mais orientadas à pesquisa científica, e podem oferecer licenciaturas, mestrados e doutoramentos, em diversas áreas académicas, enquanto as instituições politécnicas geralmente são mais focadas nas ciências aplicadas, e podem oferecer diplomas de técnico superior profissional, licenciaturas, mestrados e doutoramentos.

## Instituições civis

### Subsistema Universitário
A  Lei n.º 62/2007 de 10 de setembro estabelece a organização do subsistema universitário.
As denominações oficiais são as constantes nos respetivos Estatutos publicados em Diário da República ou, na sua ausência, em outros diplomas legais.
| Instituição                                                                | Sede principal        | Região                      | Natureza                                    | Fundação | Titularidade                           |
| -------------------------------------------------------------------------- | --------------------- | --------------------------- | ------------------------------------------- | -------- | -------------------------------------- |
| Universidade Aberta                                                        | Lisboa                | Estremadura                 | Universidade                                | 1988     | Pública, à distância                   |
| Universidade dos Açores                                                    | Ponta Delgada         | Açores                      | Universidade                                | 1976     | Pública                                |
| Universidade do Algarve                                                    | Faro                  | Algarve                     | Universidade                                | 1976     | Pública                                |
| Universidade de Aveiro                                                     | Aveiro                | Beira Litoral               | Universidade                                | 1973     | Pública                                |
| Universidade da Beira Interior                                             | Covilhã               | Beira Baixa                 | Universidade                                | 1986     | Pública                                |
| Universidade de Coimbra                                                    | Coimbra               | Beira Litoral               | Universidade                                | 1290     | Pública                                |
| Universidade de Évora                                                      | Évora                 | Alto Alentejo               | Universidade                                | 1973     | Pública                                |
| Universidade de Lisboa                                                     | Lisboa                | Estremadura                 | Universidade                                | 1911     | Pública                                |
| Universidade da Madeira                                                    | Funchal               | Madeira                     | Universidade                                | 1988     | Pública                                |
| Universidade do Minho                                                      | Braga                 | Minho                       | Universidade                                | 1973     | Pública                                |
| Universidade Nova de Lisboa                                                | Lisboa                | Estremadura                 | Universidade                                | 1973     | Pública                                |
| Universidade do Porto                                                      | Porto                 | Douro Litoral               | Universidade                                | 1911     | Pública                                |
| Universidade de Trás-os-Montes e Alto Douro                                | Vila Real             | Trás-os-Montes e Alto Douro | Universidade                                | 1986     | Pública                                |
| ISCTE - Instituto Universitário de Lisboa                                  | Lisboa                | Estremadura                 | Instituto Universitário                     | 1972     | Pública                                |
| Instituto Superior Miguel Torga                                            | Coimbra               | Beira Litoral               | Outras instituições de ensino universitário | 1936     | Pública (da Comunidade Intermunicipal) |
| Universidade Autónoma de Lisboa Luís de Camões                             | Lisboa                | Estremadura                 | Universidade                                | 1985     | Privada                                |
| Universidade Católica Portuguesa                                           | Lisboa                | Estremadura                 | Universidade                                | 1967     | Privada, Católica                      |
| Universidade da Maia                                                       | Maia                  | Douro Litoral               | Universidade                                | 1990     | Privada                                |
| Universidade Europeia                                                      | Lisboa                | Estremadura                 | Universidade                                | 2013     | Privada                                |
| Universidade Fernando Pessoa                                               | Porto                 | Douro Litoral               | Universidade                                | 1996     | Privada                                |
| Universidade Lusíada                                                       | Lisboa                | Estremadura                 | Universidade                                | 1986     | Privada                                |
| Universidade Lusíada - Norte                                               | Porto                 | Douro Litoral               | Universidade                                | 2015     | Privada                                |
| Universidade Lusófona de Humanidades e Tecnologias                         | Lisboa                | Estremadura                 | Universidade                                | 1987     | Privada                                |
| Universidade Lusófona do Porto                                             | Porto                 | Douro Litoral               | Universidade                                | 2005     | Privada                                |
| Universidade Portucalense Infante D. Henrique                              | Porto                 | Douro Litoral               | Universidade                                | 1986     | Privada                                |
| Atlântica - Instituto Universitário                                        | Oeiras                | Estremadura                 | Instituto Universitário                     | 1996     | Privada                                |
| Instituto Universitário de Ciências da Saúde                               | Paredes               | Douro Litoral               | Instituto Universitário                     | 1982     | Privada                                |
| Instituto Universitário Egas Moniz                                         | Almada                | Estremadura                 | Instituto Universitário                     | 1987     | Privada                                |
| ISPA - Instituto Universitário de Ciências Psicológicas, Sociais e da Vida | Lisboa                | Estremadura                 | Instituto Universitário                     | 1962     | Privada                                |
| Escola Superior Artística do Porto                                         | Porto                 | Douro Litoral               | Outras instituições universitárias          | 1986     | Privada                                |
| Escola Superior Gallaecia                                                  | Vila Nova de Cerveira | Minho                       | Outras instituições universitárias          | 1995     | Privada                                |
| Escola Universitária Vasco da Gama                                         | Coimbra               | Beira Litoral               | Outras instituições universitárias          | 2001     | Privada                                |
| Instituto Superior de Estudos Interculturais e Transdisciplinares - Almada | Almada                | Estremadura                 | Outras instituições universitárias          |          | Privada                                |
| Instituto Superior de Estudos Interculturais e Transdisciplinares - Viseu  | Viseu                 | Beira Alta                  | Outras instituições universitárias          |          | Privada                                |
| Instituto Superior de Gestão                                               | Lisboa                | Estremadura                 | Outras instituições universitárias          | 1978     | Privada                                |
| Instituto Superior Manuel Teixeira Gomes                                   | Portimão              | Algarve                     | Outras instituições universitárias          | 2004     | Privada                                |
| Instituto Superior de Serviço Social do Porto                              | Matosinhos            | Douro Litoral               | Outras instituições universitárias          | 1956     | Privada                                |

### Subsistema Politécnico
A Lei n.º 62/2007, de 10 de setembro estabelece a organização do subsistema politécnico.
As denominações oficiais são as constantes nos respetivos Estatutos publicados em Diário da República ou, na sua ausência, em outros diplomas legais.

#### Institutos politécnicos não integrados em universidades
As instituições politécnicas que possuem a natureza legal de "Instituto Politécnico" podem adotar a designação em língua inglesa de "Polytechnic University", em conjunto com a sua designação em língua portuguesa que é sempre obrigatória, no quadro da melhoria da sua integração europeia e internacionalização.
| Instituição                                         | Sede principal    | Região         | Fundação | Titularidade |
| --------------------------------------------------- | ----------------- | -------------- | -------- | ------------ |
| Instituto Politécnico de Beja                       | Beja              | Baixo Alentejo | 1979     | Pública      |
| Instituto Politécnico de Bragança                   | Bragança          | Trás-os-Montes | 1983     | Pública      |
| Instituto Politécnico de Castelo Branco             | Castelo Branco    | Beira Baixa    | 1982     | Pública      |
| Instituto Politécnico do Cávado e do Ave            | Barcelos          | Minho          | 1994     | Pública      |
| Instituto Politécnico de Coimbra                    | Coimbra           | Beira Litoral  | 1979     | Pública      |
| Instituto Politécnico da Guarda                     | Guarda            | Beira Alta     | 1980     | Pública      |
| Instituto Politécnico de Leiria                     | Leiria            | Beira Litoral  | 1987     | Pública      |
| Instituto Politécnico de Lisboa                     | Lisboa            | Estremadura    | 1985     | Pública      |
| Instituto Politécnico de Portalegre                 | Portalegre        | Alto Alentejo  | 1980     | Pública      |
| Instituto Politécnico do Porto                      | Porto             | Douro Litoral  | 1985     | Pública      |
| Instituto Politécnico de Santarém                   | Santarém          | Ribatejo       | 1979     | Pública      |
| Instituto Politécnico de Setúbal                    | Setúbal           | Estremadura    | 1979     | Pública      |
| Instituto Politécnico de Tomar                      | Tomar             | Ribatejo       | 1996     | Pública      |
| Instituto Politécnico de Viana do Castelo           | Viana do Castelo  | Minho          | 1980     | Pública      |
| Instituto Politécnico de Viseu                      | Viseu             | Beira Alta     | 1979     | Pública      |
| CESPU - Instituto Politécnico de Saúde do Norte     | Paredes           | Douro Litoral  | 1999     | Privada      |
| Instituto Politécnico da Lusofonia                  | Lisboa            | Estremadura    | 2019     | Privada      |
| Instituto Politécnico da Maia                       | Maia              | Douro Litoral  | 2015     | Privada      |
| Instituto Politécnico Jean Piaget do Norte          | Vila Nova de Gaia | Douro Litoral  | 2021     | Privada      |
| Instituto Politécnico Jean Piaget do Sul            | Almada            | Estremadura    | 2019     | Privada      |
| Instituto Superior Politécnico Gaya                 | Vila Nova de Gaia | Douro Litoral  | 1990     | Privada      |
| ISLA - Instituto Politécnico de Gestão e Tecnologia | Vila Nova de Gaia | Douro Litoral  | 1989     | Privada      |

#### Unidades orgânicas politécnicas não integradas em universidades
| Instituição                                                          | Sede principal       | Região         | Fundação | Titularidade      |
| -------------------------------------------------------------------- | -------------------- | -------------- | -------- | ----------------- |
| Escola Superior de Enfermagem de Coimbra                             | Coimbra              | Beira Litoral  |          | Pública           |
| Escola Superior de Enfermagem de Lisboa                              | Lisboa               | Estremadura    | 1901     | Pública           |
| Escola Superior de Enfermagem do Porto                               | Porto                | Douro Litoral  | 1991     | Pública           |
| Escola Superior de Hotelaria e Turismo do Estoril                    | Cascais              | Estremadura    |          | Pública           |
| Escola Superior Náutica Infante D. Henrique                          | Oeiras               | Estremadura    |          | Pública           |
| Academia Nacional Superior de Orquestra                              | Lisboa               | Estremadura    | 1993     | Privada           |
| Escola Superior de Artes e Design                                    | Matosinhos           | Douro Litoral  | 1989     | Privada           |
| Escola Superior de Atividades Imobiliárias                           | Lisboa               | Estremadura    | 1990     | Privada           |
| Escola Superior de Educação de Fafe                                  | Fafe                 | Minho          | 1988     | Privada           |
| Escola Superior de Educação de João de Deus                          | Lisboa               | Estremadura    | 1988     | Privada           |
| Escola Superior de Educação de Paula Frassinetti                     | Porto                | Douro Litoral  | 1963     | Privada, Católica |
| Escola Superior de Educadores de Infância Maria Ulrich               | Lisboa               | Estremadura    | 1954     | Privada           |
| Escola Superior de Enfermagem Cruz Vermelha Portuguesa - Alto Tâmega | Chaves               | Trás-os-Montes | 1993     | Privada           |
| Escola Superior de Enfermagem S. Francisco das Misericórdias         | Lisboa               | Estremadura    | 1950     | Privada           |
| Escola Superior de Enfermagem São José de Cluny                      | Funchal              | Madeira        | 1940     | Privada, Católica |
| Escola Superior de Negócios Atlântico                                | Vila Nova de Gaia    | Douro Litoral  | 1990     | Privada           |
| Escola Superior de Saúde Atlântica                                   | Oeiras               | Estremadura    | 2001     | Privada           |
| Escola Superior de Saúde da Fundação «Fernando Pessoa»               | Porto                | Douro Litoral  | 2020     | Privada           |
| Escola Superior de Saúde do Alcoitão                                 | Cascais              | Estremadura    | 1966     | Privada           |
| Escola Superior de Saúde da Cruz Vermelha Portuguesa - Lisboa        | Lisboa               | Estremadura    | 1917     | Privada           |
| Escola Superior de Saúde de Santa Maria                              | Porto                | Douro Litoral  | 1991     | Privada           |
| Escola Superior de Saúde Egas Moniz                                  | Almada               | Estremadura    |          | Privada           |
| Escola Superior de Saúde Jean Piaget de Vila Nova de Gaia            | Vila Nova de Gaia    | Douro Litoral  |          | Privada           |
| Escola Superior de Saúde Jean Piaget de Viseu                        | Viseu                | Beira Alta     |          | Privada           |
| Escola Superior de Saúde Norte da Cruz Vermelha Portuguesa           | Oliveira de Azeméis  | Beira Litoral  |          | Privada           |
| Escola Superior de Tecnologias de Fafe                               | Fafe                 | Minho          | 1993     | Privada           |
| ISAVE - Instituto Superior de Saúde                                  | Póvoa de Lanhoso     | Douro Litoral  | 1999     | Privada           |
| ISCE - Instituto Superior de Lisboa e Vale do Tejo                   | Odivelas             | Estremadura    | 1984     | Privada           |
| ISEC Lisboa - Instituto Superior de Educação e Ciências              | Lisboa               | Estremadura    |          | Privada           |
| ISLA - Instituto Superior de Gestão e Administração de Santarém      | Santarém             | Ribatejo       | 2013     | Privada           |
| Instituto Português de Administração de Marketing de Lisboa          | Lisboa               | Estremadura    |          | Privada           |
| Instituto Português de Administração de Marketing do Porto           | Porto                | Douro Litoral  | 1990     | Privada           |
| Instituto Superior de Administração e Gestão                         | Porto                | Douro Litoral  | 2007     | Privada           |
| Instituto Superior de Administração e Línguas                        | Funchal              | Madeira        | 1984     | Privada           |
| Instituto Superior de Ciências Educativas do Douro                   | Penafiel             | Douro Litoral  | 2015     | Privada           |
| Instituto Superior de Ciências Empresariais e do Turismo             | Porto                | Douro Litoral  | 2009     | Privada           |
| Instituto Superior de Ciências da Informação e da Administração      | Aveiro               | Beira Litoral  | 1990     | Privada           |
| Instituto Superior D. Dinis                                          | Marinha Grande       | Beira Litoral  | 2005     | Privada           |
| Instituto Superior de Entre Douro e Vouga                            | Santa Maria da Feira | Douro Litoral  | 2009     | Privada           |
| Instituto Superior de Paços de Brandão                               | Santa Maria da Feira | Douro Litoral  | 1990     | Privada           |
| Instituto Superior de Tecnologias Avançadas de Lisboa                | Lisboa               | Estremadura    | 2009     | Privada           |
| Instituto Superior de Tecnologias Avançadas do Porto                 | Porto                | Douro Litoral  | 2021     | Privada           |

#### Unidades orgânicas politécnicas integradas em universidades
| Instituição | Universidade onde está integrada            | Sede(s)                           | Região                      | Fundação | Titularidade |
| --- | ------------------------------------------- | --------------------------------- | --------------------------- | -------- | ------------ |
| Escola Superior de Educação e Comunicação                                                                                          | Universidade do Algarve                     | Faro                              | Algarve                     | 1979     | Pública      |
| Escola Superior de Gestão, Hotelaria e Turismo                                                                                     | Universidade do Algarve                     | Faro e Portimão                   | Algarve                     | 1988     | Pública      |
| Escola Superior de Saúde | Universidade do Algarve                     | Faro                              | Algarve                     | 2003     | Pública      |
| Instituto Superior de Engenharia                                                                                                   | Universidade do Algarve                     | Faro                              | Algarve                     |          | Pública      |
| Escola Superior de Enfermagem de São João de Deus                                                                                  | Universidade de Évora                       | Évora                             | Alto Alentejo               |          | Pública      |
| Escola Superior de Saúde | Universidade dos Açores                     | Ponta Delgada e Angra do Heroísmo | Açores                      | 2015     | Pública      |
| Escola Superior de Tecnologias | Universidade dos Açores                     | Ponta Delgada e Angra do Heroísmo | Açores                      | 2015     | Pública      |
| Escola Superior de Saúde de Aveiro                                                                                                 | Universidade de Aveiro                      | Aveiro                            | Beira Litoral               |          | Pública      |
| Escola Superior de Design, Gestão e Tecnologias da Produção de Aveiro-Norte                                                        | Universidade de Aveiro                      | Oliveira de Azeméis               | Beira Litoral               | 2004     | Pública      |
| Escola Superior de Tecnologia e Gestão de Águeda                                                                                   | Universidade de Aveiro                      | Águeda                            | Beira Litoral               | 1977     | Pública      |
| Instituto Superior de Contabilidade e Administração de Aveiro                                                                      | Universidade de Aveiro                      | Aveiro                            | Beira Litoral               | 1965     | Pública      |
| Escola Superior de Saúde | Universidade Fernando Pessoa                | Porto                             | Douro Litoral               |          | Privada      |
| Escola Superior de Saúde | Universidade da Madeira                     | Funchal                           | Madeira                     | 2015     | Pública      |
| Escola Superior de Tecnologias e Gestão                                                                                            | Universidade da Madeira                     | Funchal                           | Madeira                     | 2015     | Pública      |
| Escola Superior de Enfermagem | Universidade do Minho                       | Braga                             | Minho                       | 1912     | Pública      |
| Escola Superior de Saúde | Universidade de Trás-os-Montes e Alto Douro | Vila Real                         | Trás-os-Montes e Alto Douro | 1973     | Pública      |
| Escola Superior Politécnica de Saúde (Lisboa)                                                                                      | Universidade Católica Portuguesa            | Lisboa                            | Estremadura                 | 2015     | Privada      |
| Escola Superior Politécnica de Saúde (Porto)                                                                                       | Universidade Católica Portuguesa            | Porto                             | Douro Litoral               | 2015     | Privada      |
| Universidade Fernando Pessoa (unidade de Ponte de Lima - ensino politécnico)(estatuto de instituição autónoma para efeitos legais) | Universidade Fernando Pessoa                | Ponte de Lima                     | Minho                       | 1996     | Privada      |

## Instituições militares
O Decreto-Lei n.º 249/2015 de 28 de outubro, estabelece a organização da educação superior militar.
| \| Instituição \| Sede(s)[55] \| Região \| Subsistema[55] \| Dependência[140] \| Fundação \| \| ------------------------------- \| ----------- \| ----------- \| ------------------------------- \| --------------------------------------- \| -------- \| \| Instituto Universitário Militar \| Lisboa \| Estremadura \| Educação superior Universitária \| Estado-Maior-General das Forças Armadas \| 2005 \| |         |             |                                 |                                         |          |
| Instituição | Sede(s) | Região      | Subsistema                      | Dependência                             | Fundação |
| Instituto Universitário Militar | Lisboa  | Estremadura | Educação superior Universitária | Estado-Maior-General das Forças Armadas | 2005     |

| Instituição      | Sede(s)          | Região      | Subsistema                      | Dependência              | Fundação |
| ---------------- | ---------------- | ----------- | ------------------------------- | ------------------------ | -------- |
| Academia Militar | Amadora e Lisboa | Estremadura | Educação superior Universitária | Estado-Maior do Exército | 1959     |

| Instituição                        | Sede(s)          | Região        | Subsistema                    | Dependência                               | Fundação |
| ---------------------------------- | ---------------- | ------------- | ----------------------------- | ----------------------------------------- | -------- |
| Escola de Sargentos do Exército    | Caldas da Rainha | Estremadura   | Educação superior Politécnica | Direção de Formação do Comando de Pessoal | 1981     |
| Escola das Armas                   | Mafra            | Estremadura   | Educação superior Politécnica | Direção de Formação do Comando de Pessoal | 2013     |
| Escola Prática dos Serviços        | Póvoa de Varzim  | Douro Litoral | Educação superior Politécnica | Direção de Formação do Comando de Pessoal | 2006     |
| Escola do Serviço de Saúde Militar | Lisboa           | Estremadura   | Educação superior Politécnica | Comando de Pessoal                        | 1979     |

| Instituição  | Sede(s) | Região      | Subsistema                      | Dependência            | Fundação |
| ------------ | ------- | ----------- | ------------------------------- | ---------------------- | -------- |
| Escola Naval | Almada  | Estremadura | Educação superior Universitária | Estado-Maior da Armada | 1845     |

| Instituição                  | Sede(s)  | Região      | Subsistema                    | Dependência                                     | Fundação |
| ---------------------------- | -------- | ----------- | ----------------------------- | ----------------------------------------------- | -------- |
| Escola de Tecnologias Navais | Almada   | Estremadura | Educação superior Politécnica | Estado-Maior da Armada                          | 2004     |
| Escola de Fuzileiros         | Barreiro | Estremadura | Educação superior Politécnica | Comando do Corpo de Fuzileiros do Comando Naval | 1951     |

| Instituição             | Sede(s) | Região      | Subsistema                      | Dependência                 | Fundação |
| ----------------------- | ------- | ----------- | ------------------------------- | --------------------------- | -------- |
| Academia da Força Aérea | Sintra  | Estremadura | Educação superior Universitária | Estado-Maior da Força Aérea | 1977     |

| Instituição                                         | Sede(s)   | Região        | Subsistema                    | Dependência                                    | Fundação |
| --------------------------------------------------- | --------- | ------------- | ----------------------------- | ---------------------------------------------- | -------- |
| Centro de Formação Militar e Técnica da Força Aérea | Alenquer  | Estremadura   | Educação superior Politécnica | Departamento de Formação do Comando de Pessoal | 1992     |
| Centro de Treino Cinotécnico da Força Aérea         | Ovar      | Beira Litoral | Educação superior Politécnica | Comando Aéreo                                  |          |
| Centro de Treino de Sobrevivência da Força Aérea    | Montijo   | Estremadura   | Educação superior Politécnica | Comando Aéreo                                  | 1976     |
| Núcleo da Proteção da Força                         | Alcochete | Estremadura   | Educação superior Politécnica | Comando Aéreo                                  |          |

| Instituições da Unidade Politécnica Militar do Instituto Universitário Militar Departamento Politécnico da GNR \| Instituição \| Sede(s)[55] \| Região \| Subsistema[55] \| Dependência[140] \| Fundação \| \| ---------------- \| ------------------------------------ \| ------------------------------------------ \| ----------------------------- \| ---------------- \| -------- \| \| Escola da Guarda \| Sintra, Figueira da Foz e Portalegre \| Estremadura, Beira Litoral e Alto Alentejo \| Educação superior Politécnica \| Comando-Geral \| 1993 \| |                                      |                                            |                               |               |          |
| Instituição | Sede(s)                              | Região                                     | Subsistema                    | Dependência   | Fundação |
| Escola da Guarda | Sintra, Figueira da Foz e Portalegre | Estremadura, Beira Litoral e Alto Alentejo | Educação superior Politécnica | Comando-Geral | 1993     |

## Instituições policiais
As denominações oficiais são as constantes nos respectivos Estatutos publicados em Diário da República ou, na sua ausência, em outros diplomas legais.
| \| Instituição \| Sede(s)[55] \| Região \| Subsistema[55] \| Dependência[140] \| Fundação \| \| ----------------------------------------------------------------- \| ------------ \| ----------- \| ------------------------------- \| ---------------- \| -------- \| \| Instituto Superior de Ciências Policiais e Segurança Interna[141] \| Lisboa \| Estremadura \| Educação superior Universitária \| Direção Nacional \| 1984 \| \| Escola Prática de Polícia[142] \| Torres Novas \| Ribatejo \| Educação superior Politécnica \| Direção Nacional \| 1984 \| |              |             |                                 |                  |          |
| Instituição | Sede(s)      | Região      | Subsistema                      | Dependência      | Fundação |
| Instituto Superior de Ciências Policiais e Segurança Interna | Lisboa       | Estremadura | Educação superior Universitária | Direção Nacional | 1984     |
| Escola Prática de Polícia | Torres Novas | Ribatejo    | Educação superior Politécnica   | Direção Nacional | 1984     |

## Lista de instituições civis defuntas
A lista de instituições superiores civis cujo funcionamento cessou está no artigo Universidades e instituições superiores desaparecidas de Portugal.